# ルーサー・バーガー

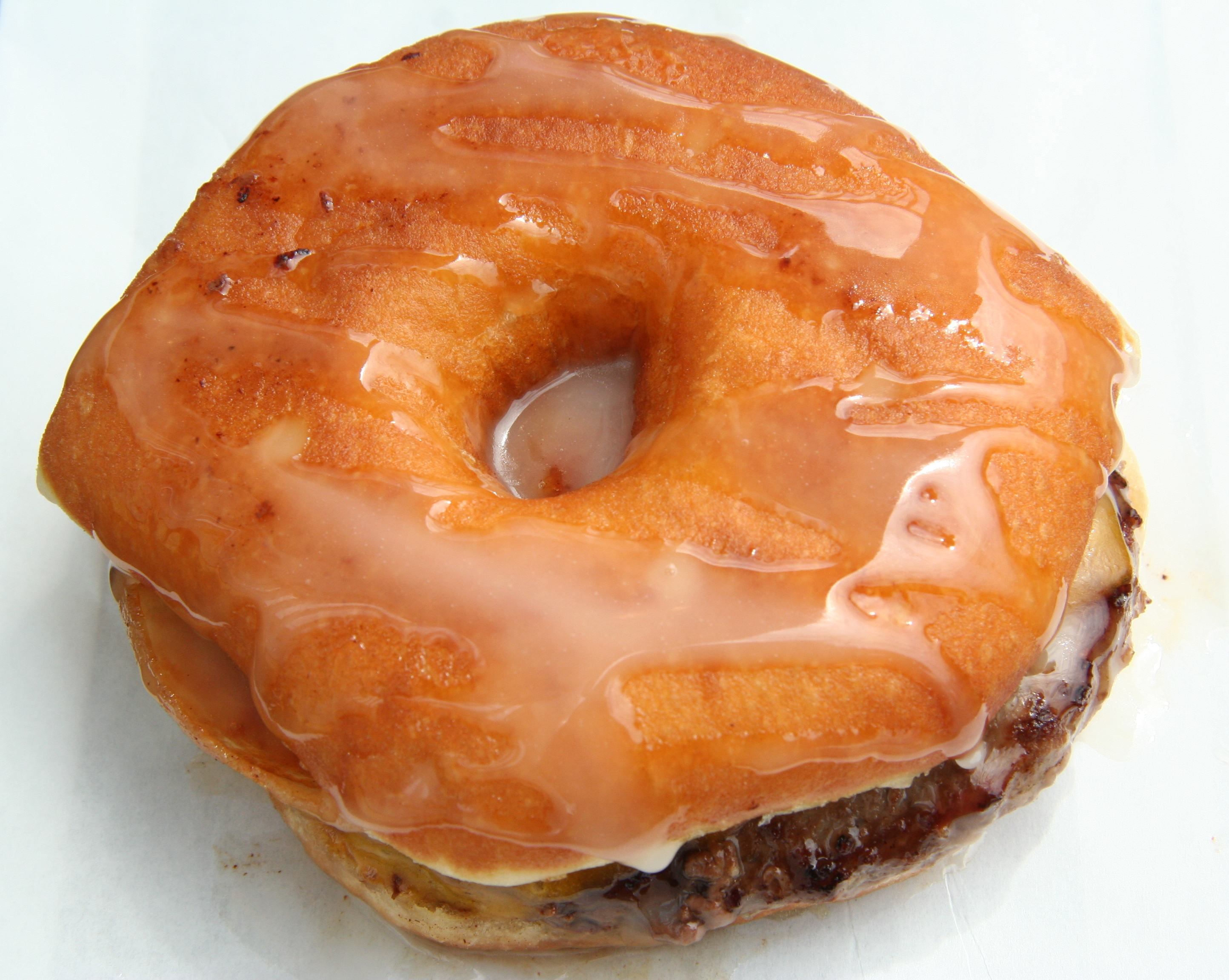
ルーサー・バーガー

ルーサー・バーガー（英: Luther Burger）は、ハンバーガーの一種。バンズの代わりにドーナツを用いることが特徴である。ドーナツ・サンドイッチ、ドーナツ・バーガーとも呼ばれる。

## 起源
伝説では、アメリカ合衆国のR&B歌手であるルーサー・ヴァンドロスが創作したと言われている。
1979年にインディアナポリスでコンサートが開催された。その日のランチはハンバーガーのケータリングであったが、手違いからバンズが不足してしまった。ルーサーは、朝食の残りであったドーナッツを半分にスライスし、バーガーをはさんで食べ始めた。他のツアーメンバーが何を食べてるのか尋ねたところ、ルーサーは「ルーサー・バーガーさ」と答えた。

## 商品例
アメリカ合衆国イリノイ州のプロ野球独立リーグのゲートウェイ・グリズリーズが2006年にホームスタジアム限定の商品としてクリスピー・クリーム・ドーナツのドーナツで、ビーフパテとチェダーチーズ、ベーコンを挟んだドーナツバーガーを販売した。2009年にマサチューセッツで開催されたイベントで同様のドーナツバーガー「Craz-E Burger」が販売され、イベント期間17日間に1日あたり約1,000個の売り上げを記録している。なお、Craz-E Burger1個あたりのカロリーは約1,500キロカロリーである。
また、アメリカではドーナツとフライドチキンの専門店「アストロ ドーナッツ＆フライドチキン」がフライドチキンをドーナツで挟んだ「フライドチキンサンドイッチ」を売り出し、人気を集めた。その人気は大韓民国にもおよび、同国のケンタッキー・フライド・チキンとダンキンドーナツとのコラボレーションとして「ドーナツバーガー」を売り出したところ、SNSで話題となり、日本にも伝わった。「Food Clip」編集部は、ドーナツとハンバーガーの組み合わせが「映える」ため、SNSで注目を集めたことに加え、「悪魔的」と言われるような高カロリー料理への人気も後押したのではないかと分析している。
そのほか、2020年代の日本で起こったドーナツブームに際してハンバーガー店がルーサーバーガーを提供した例があるほか、コンビニエンスストアチェーン・ファミリーマートでも「ドーナツバーガー」という名称で販売されたこともあった。